# Сапе (пролив)
Сапе́, также Сапэ́ (индон. Selat Sape) — пролив в акватории Малых Зондских островов между индонезийскими островами Сумбава и Комодо. Соединяет море Флорес с проливом Сумба.
Отличается сложными навигационными условиями, связанными с сильными морскими течениями, большим количеством мелей и скал. Является зоной активного рыболовного промысла.
Часть акватории Сапе включена в Национальный парк Комодо, входящий в список Всемирного наследия ЮНЕСКО. Воды пролива пользуются растущей популярностью среди любителей дайвинга.

## Географическое положение

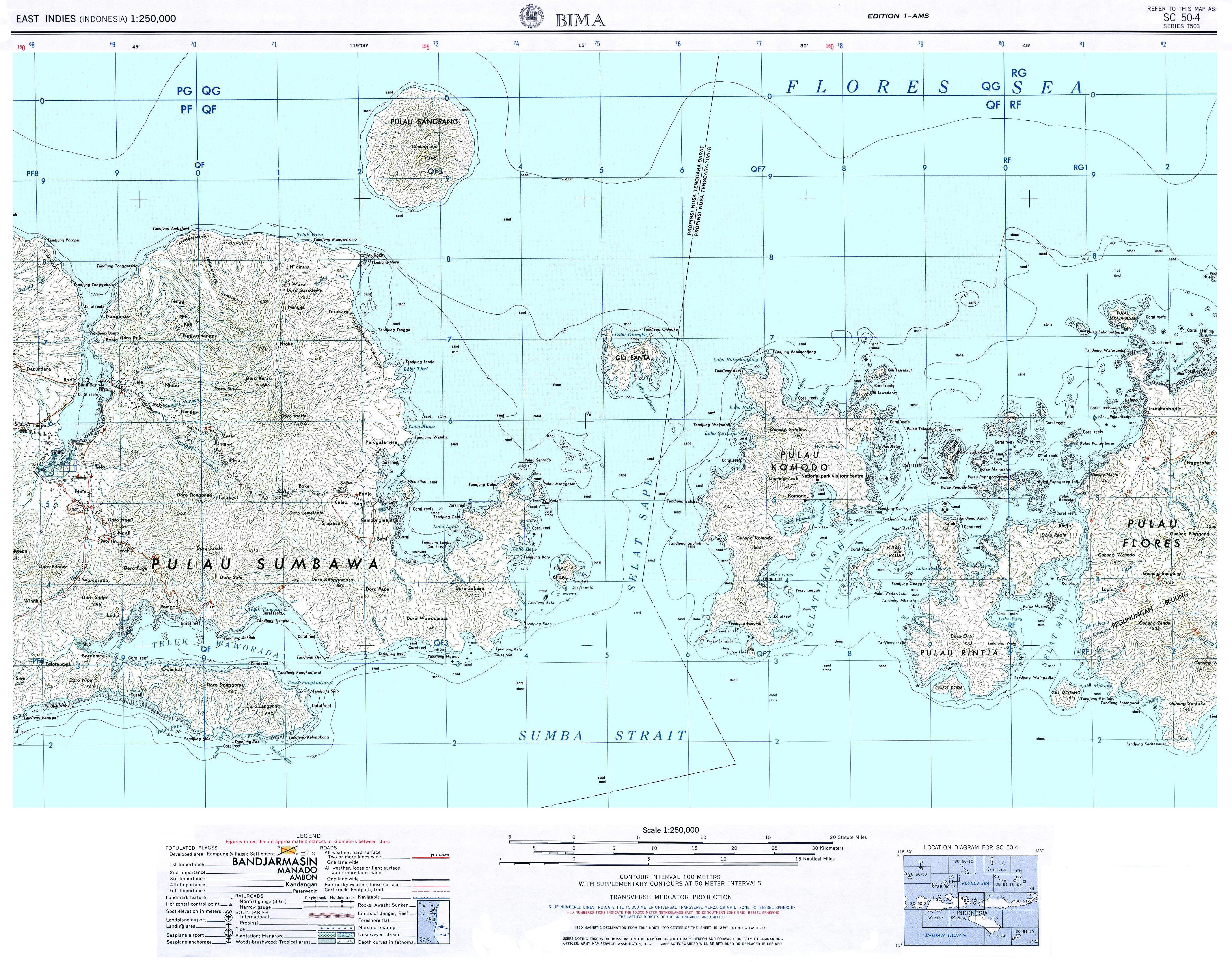
Карта пролива Сапе с обозначением административной границы между провинциями Западные Малые Зондские острова и Восточные Малые Зондские острова

Пролив соединяет море Флорес Тихого океана с проливом Сумба, относящимся к акватории Индийского океана. Проходит между островом Сумбава, находящимся с западной стороны, и островом Комодо, который находится с востока. Его длина с севера на юг составляет около 45 км.
В само́м проливе расположено множество более мелких островов, крупнейший из которых, Банта (индон. Pulau Banta, также Gili Banta), делит северную часть пролива на два прохода — северо-западный и северо-восточный, последний из которых почти втрое у́же первого. Непосредственно у входа в северо-западный находится остров Сангеанг (индон. Pulau Sangeang). Все острова, омываемые проливом, относятся к Малой Зондской гряде, которая, в свою очередь, входит в состав Малайского архипелага.
Пролив Сапе имеет достаточно сложные очертания, поскольку берега Сумбавы и Комодо сильно изрезаны. Его северная часть значительно шире южной за счёт большого залива в соответствующей части Сумбавы. Своей минимальной ширины — около 19 км — пролив достигает между юго-восточной оконечностью Сумбавы и центральной частью Комодо.
В проливе проходит административная граница между индонезийскими провинциями Западные Малые Зондские острова и Восточные Малые Зондские острова. Побережье Сумбавы и прилегающие к нему острова, включая Банта и Сангеанг, относятся к округу Бима первой из этих провинций, остров Комодо и близлежащие мелкие острова — к округу Западный Мангарай второй. Берега пролива населены не очень плотно, с каждой стороны имеется несколько населённых пунктов сельского типа.

## Природные условия
Максимальная глубина пролива не превышает 200 метров. В целом глубины в акватории Сапе весьма неравномерны, имеется множество мелей, скал и коралловых рифов. Берега каменистые, на некоторых участках обрывистые.

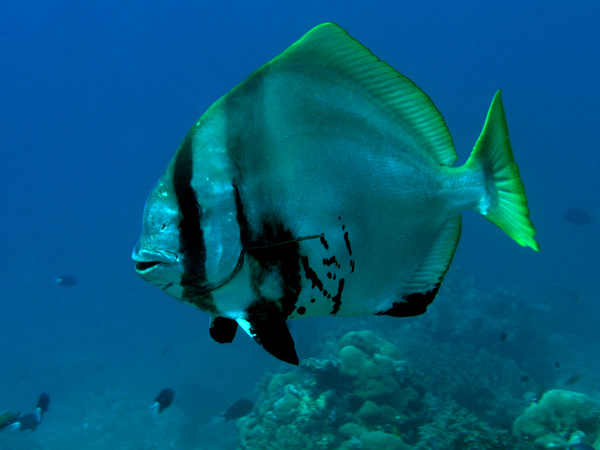
Морской нетопырь — один из обитателей вод пролива Сапе

Пролив играет важную роль в системе «Индонезийского потока» (англ. Indonesian Throughflow) — сложного комплекса океанских течений, перемещающего водные массы из Тихого и Индийского океанов в обоих направлениях через проливы Малой Зондской гряды. При том, что интенсивность этих течений и их конфигурация в целом подвержены значительным сезонным колебаниям, эти колебания являются особенно существенными именно в проливе Сапе. В целом же объём потока, движущегося из Тихого океана в Индийский, намного превосходит объём вод, перемещаемых в обратном направлении. Кроме того, для Сапе характерны весьма заметные приливные течения, которые имеют полусуточную амплитуду. Их скорость непостоянна, однако в целом весьма высока — на отдельных участках она может превышать 18 км/ч.
В отличие от других проливов Малой Зондской гряды температура и солёность воды в Сапе не подвержены сколь-либо значительным сезонным колебаниям: первый показатель круглогодично составляет около 26,5 °C, второй — порядка 34 ‰ круглый год.
Восточная часть пролива Сапе входит в состав Национального парка Комодо. Парк был создан в 1980 году для охраны комодского варана, обитающего, помимо Комодо, ещё на нескольких близлежащих островах, однако позднее охранные меры были распространены на другие местные наземные и морские биологические виды. В 1991 году парк был включён в список Всемирного наследия ЮНЕСКО. Индонезийскими властями рассматривается план, предусматривающий значительное расширение границ парка — с нынешних 1817 км² до 2321 км². В случае реализации этого плана в состав национального парка будет включено около половины акватории Сапе и крупнейший из лежащих в нём остров — Банта, а остальная часть пролива почти полностью объявлена «буферной зоной», в которой будет значительно ограничена хозяйственная деятельность.

## Экономическое и транспортное значение

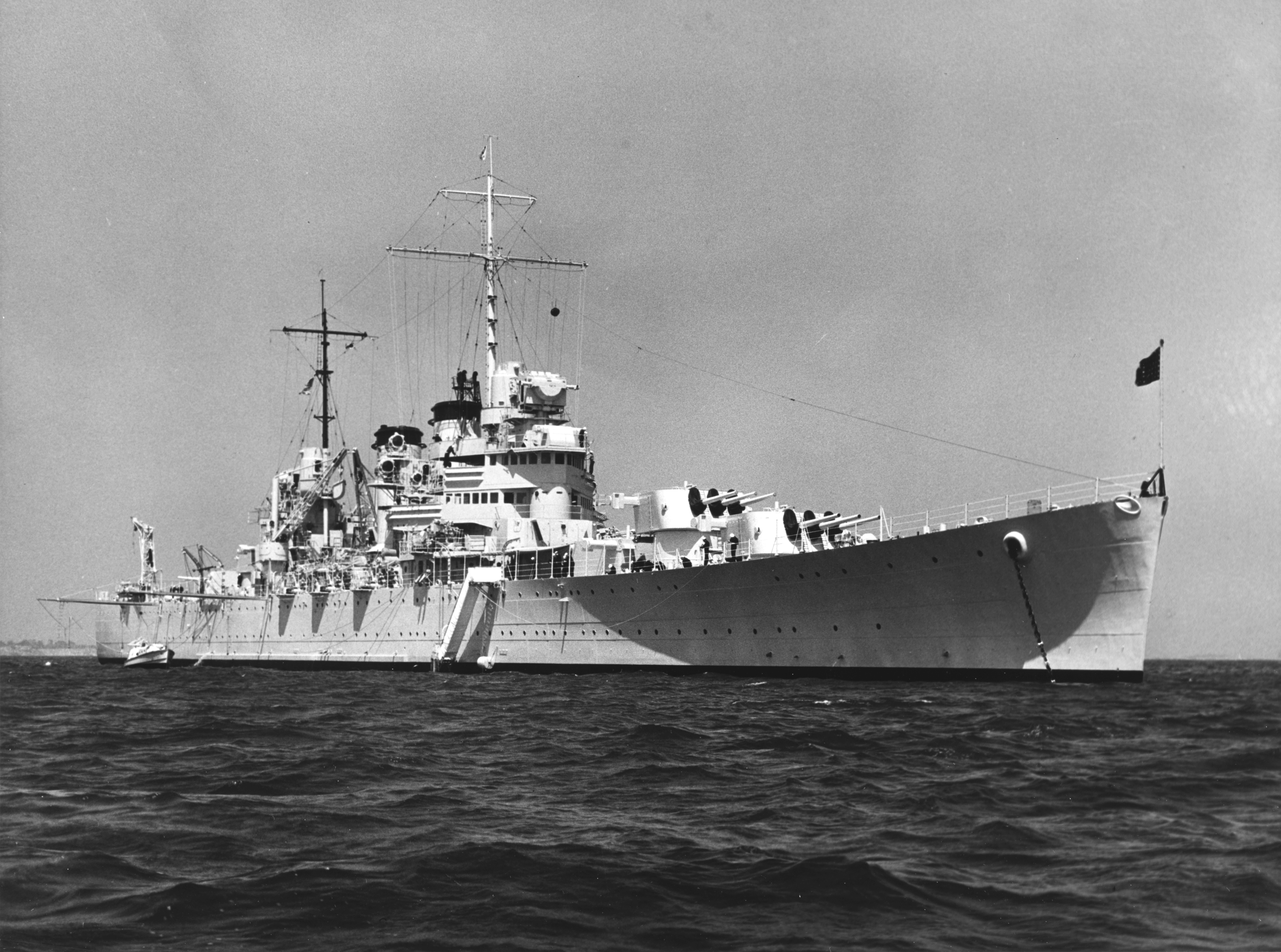
Лёгкий крейсер USS Boise, севший на мель в проливе Сапе 21 января 1942 года

Несмотря на сложные навигационные условия, связанные с наличием мелей и сильных разнонаправленных морских течений, Сапе традиционно активно используется мореходами. В ходе тихоокеанской кампании Второй мировой войны через этот пролив неоднократно ходили корабли военно-морских сил обеих сторон. В январе 1942 года здесь сел на мель лёгкий крейсер ВМС США USS Boise (CL-47), в ноябре 1944 года произошло боестолкновение между подводной лодкой ВМС США USS Besugo (SS-321) и соединением японских эсминцев.
Между сумбавским и комодским берегами пролива налажено достаточно активное судоходное сообщение, а также паромная переправа, действующая ежедневно. Кроме того, акватория Сапе используется судами и паромами, следующими с Сумбавы на Флорес и другие острова архипелага.
Значительную часть пассажирооборота морского транспорта, курсирующего между берегами пролива, обеспечивают посетители национального парка Комодо, создание которого послужило мощным стимулом для развития здесь индустрии туризма. Дополнительным фактором, привлекающим сюда индонезийских и иностранных туристов, являются хорошие условия для дайвинга и других видов морского отдыха.
Акватории залива, кроме её части, относящейся к национальному парку, является зоной активного рыболовства. Ежегодный улов местных рыбаков составляет около 15 тысяч тонн. Основными объектами промысла являются Sardinella lemuru, различные виды семейства Decapterus, а также кальмары.